# Gunthorpe (Nottinghamshire)
Gunthorpe – wieś w Anglii, w hrabstwie Nottinghamshire, w dystrykcie Newark and Sherwood. Leży 11 km na północny wschód od miasta Nottingham i 175 km na północ od Londynu.